# Santuario della Beata Vergine della Fossetta
Il santuario della Beata Vergine della Fossetta si trova a Novellara, in provincia di Reggio Emilia e diocesi di Reggio Emilia-Guastalla; fa parte del vicariato della Pianura ed è filiale della collegiata di Santo Stefano Protomartire.

## Storia
Nel 1564 venne costruita per volere di Alfonso I a Novellara un'ancona votiva, in cui era posta una raffigurazione della Beata Vergine Maria, dipinta forse da Lelio Orsi.
All'inizio del XVII secolo tale edicola fu ingrandita mediante l'erezione di un portichetto. Essendo la cappella meta di pellegrinaggi, in modo da poter accogliere tutti i fedeli, il 13 settembre 1654 fu posta la prima pietra di un nuovo santuario, situato non lontano dalla precedente edicola. Il nuovo edificio, progettato dal bolognese Giovanni Negri e realizzato su un terreno donato da Barbara Gonzaga, venne portato a compimento nel 1658 e consacrato il 2 luglio del medesimo anno.
Nel 1670 venne eretto su disegno di Battista Sormani il campanile, mentre nel 1671 fu costruito il portico della chiesa.
Nel 1702, durante la guerra di Spagna, il santuario venne profanato e trasformato a magazzino; nel 1704 l'interno dell'edificio fu oggetto di un generale restauro, mentre la cupola venne rifatta.
Nel 1764 la chiesa fu sottoposta ad un'importante opera di ristrutturazione e ritornò in pianta stabile ad uso liturgico; nel 1784 anche il campanile venne restaurato.
Nel XIX secolo la chiesa divenne oggetto di ulteriori interventi, tra i quali l'innalzamento della facciata.
Nel 1988 partì un intervento di risanamento della chiesa, conclusosi nel 1991; il terremoto del 1996 arrecò al santuario alcuni danni, il quale dovette pertanto venir restaurato nel 2000.

## Descrizione

### Facciata
La facciata della chiesa è caratterizzata dal portico, sul quale s'aprono tre fornici; è suddivisa in tre registri, dei quali quello inferiore è scandito da paraste doriche, quello centrale, anch'esso tripartito da paraste d'ordine dorico, presenta tre nicchie ospitanti altrettante statue ritraenti i Santi Luigi Gonzaga, Maria e Bernardino e scolpite dal guastallese Andrea Mozzali, mentre quello superiore, coronato dal timpano di forma triangolare, ha paraste ioniche.

### Interno
La chiesa ha pianta a croce greca, con cupola sorretta da quattro pilastri nel punto in cui la navata, voltata a botte, incrocia il transetto.
Opere di pregio qui conservate sono l'altare maggiore, intitolato alla Vergine, gli altari laterali, dedicati a San Francesco di Paola e a San Carlo Borromeo, realizzati da Giovanni Massa, le quattro statue raffiguranti la Purezza, l'Intelligenza, la Fede e l'Umiltà, e l'affresco della Beata Vergine della Fossetta.